# 보람초등학교
보람초등학교는 대한민국 세종특별자치시가 교육기본법에 따라 설치한 초등학교이다.

## 연혁
- 2016년 3월 1일: 개교(6학급 편성, 17명)
- 2016년 3월 1일: 초대 이혜주 교장 부임
- 2017년 2월 17일: 제 1회 졸업식(14명 졸업)
- 2017년 3월 1일: 24학급편성
- 2017년 9월 1일: 37학급편성
- 2018년 1월 26일: 제 2회 졸업식(106명 졸업)
- 2018년 3월 1일: 47학급편성(특수학급 1학급)

## 참고 자료
- 보람초등학교 - 한국교육학술정보원 학교알리미